# Узконадкрылки

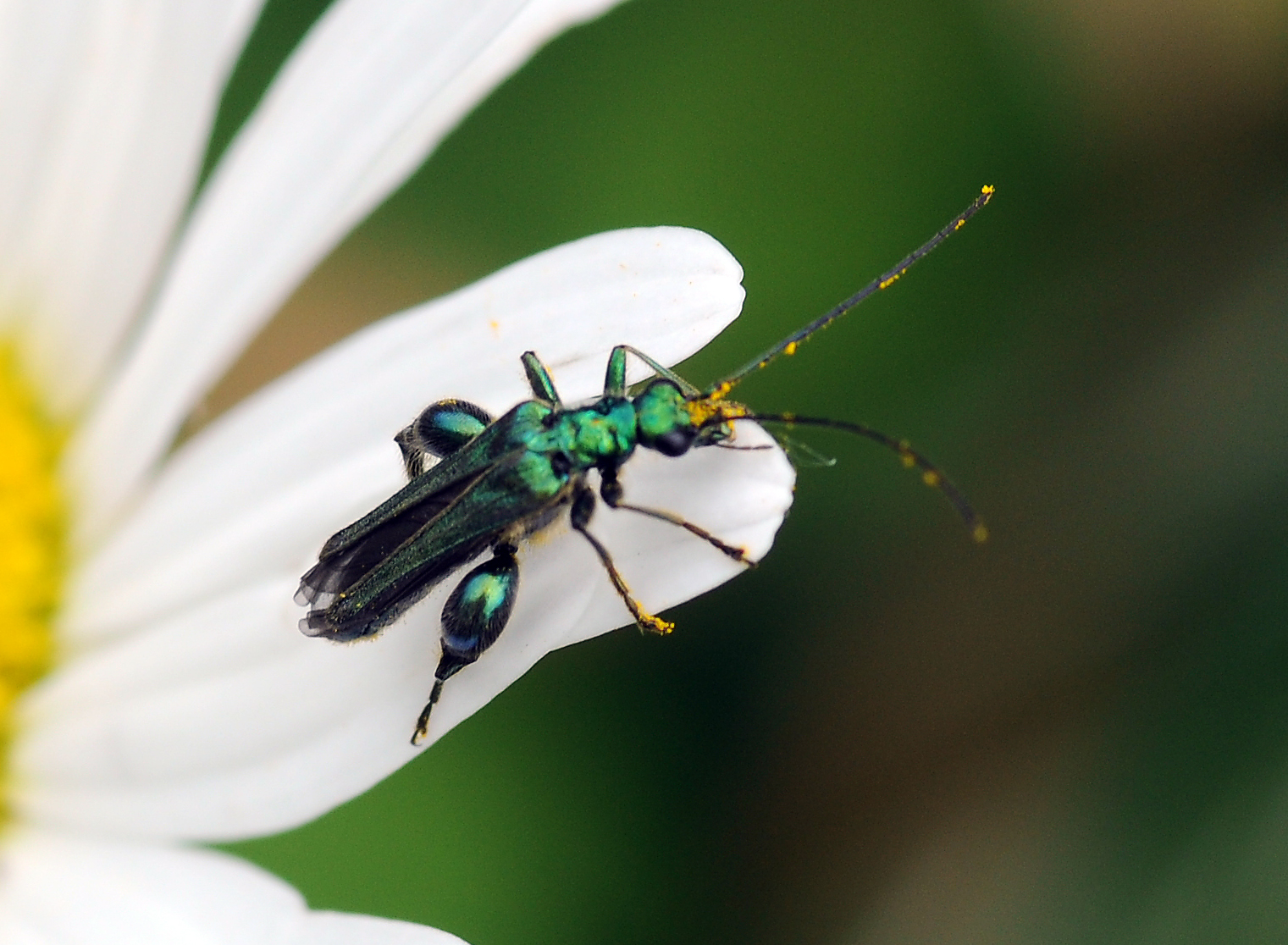
Oedemeridae sp.

Узконадкрылки (лат. Oedemeridae)— семейство насекомых из отряда жесткокрылых. Описано около ста родов и 1500 видов. Древнейшие представители семейства в ископаемом состоянии были найдены в раннемеловом испанском янтаре.

## Описание
Жуки маленьких и средних размеров, в длину от 4 до 20 миллиметров. Тело жуков удлинённое, узкое, умеренно выпуклое или несколько уплощённое и обычно опушенное, с более или менее мягкими покровами.

### Морфология имаго
Голова без узкой шеи, глаза чаще вырезанные, реже более или менее округленные (многие виды подсемейства Oedemerinae).
Усики 11-сегментные или 12 сегментные, как правило нитевидные, иногда пильчатые, их места прикрепления обычно расположены открыто на лбу перед или между глазами. В семействе имеется тенденция к разделению 11-го сегмента усиков на два отдельных сегмента; поэтому, при 11-сегментных усиках, последний сегмент, в особенности у самцов, в различной степени перетянут поперёк.
Переднеспинка с боков лишена заострённого края.
Надкрылья со спутанной пунктировкой и нередко с несколькими выпуклыми жилками (пришовная при подсчёте не учитывается), иногда узкие и неполные. Эпиплевры надкрылий нередко отсутствуют.
Переднегрудь перед передними тазиками обычно умеренно длинная.
Передние тазики конические и выступающие, их впадины широко открыты. Формула лапок: 5-5-4,их предпоследний сегмент снизу лопастевидно расширен. Первые два видимые стерниты брюшка слитые. Эдеагус обычно перевёрнутый (пенис расположен под парамерами).

### Морфология личинок
Личинки как правило субцилиндрические. Голова обычно с развитым эпикраниальным швом и эндокариной. Усики часто с редуцированным третьим сегментом. Обычно лишены глазок, но иногда их по пять с каждой стороны головы. Мола мандибул с поперечными рёбрами. Мала широко или узко округлена. Гипостомальный «прут» обычно отсутствует. Тазики умеренно или широко раздвинуты. Часто со второго по пятый или с третьего по пятый стерниты брюшка с ложноножками. Девятый тергит брюшка обычно без урогомф, иногда с урогомфами и склеритизированной ямкой между ними, к примеру у представителей Calopodinae. Дыхальца кольцевидные.

## Экология
Взрослые жуки часто встречаются днём на цветках, реже на древесине или на поверхности почвы. Питаются пыльцой, обычно ранних весенних цветков. Мезозойские узконадкрылки могли выступать в качестве опылителей голосеменных растений.
Личинки развиваются в мёртвой древесине, реже в стеблях и корнях травянистых растений и в почве, также иногда и в лесной подстилке..